# Governatorato di Sharqiyya
Il governatorato di Sharqiyya (in arabo  محافظة الشرقيّة ‎?, Muḥāfazat al-Sharqiyya) è uno dei governatorati dell'Egitto. Si trova nel Basso Egitto e il suo capoluogo è Zagazig.

## Geografia antropica
Le principali città sono:
- Zaqaziq الزقازيق
- Bilbays بلبيس
- Minya al-Qamh منية القمح
- Abu Hammad أبو حماد
- Faqus فاقوس
- Hehya ههيا
- Abu Kabir أبو كبير
- al-Husayniyya الحسينية
- Kafr Saqr كفر صقر
- Awlad Saqr أولاد صقر
- al-Qenayat القنايات
- Deyarb Najm ديرب نجم
- al-Ibrahimiyya الابراهيمية